# 8号門クラブ
8号門クラブ（はちごうもんクラブ）とは、日本の高校野球の私設ファンクラブ。春の甲子園・夏の甲子園の観戦のために阪神甲子園球場（以下、甲子園球場）のバックネット裏に通じる8号門入口に集うことから、高校野球ファンの間で『8号門クラブ』と呼ばれるようになった。

## 概要
1990年頃に結成され、2010年当時、メンバーは数十人ほど。春・夏の全国大会に合わせて、全国各地から甲子園球場の「8号門」前に集う。
全席自由席で興行が行われる全国大会をバックネット裏の最前列で観戦するために、開幕日の数日前から大会中を通じて甲子園球場の8号門前で野宿する姿が高校野球ファンの間で長らく話題となり、やがて彼らは「8号門クラブ」と呼ばれるようになった。開門と同時にバックネット裏の最前列と2列目に陣取り、全試合観戦しているメンバーの姿は、服装が目立つこともありピッチャーの後ろ姿を基本映像とする野球中継でも確認できた。
その一方で、自由席とはいえ同じ集団がバックネット裏の特定の席を占有し続ける行為や観戦マナー、バックネット裏に座ろうとした者を取り囲むように圧力をかけ半強制的に席を移動させるといった行動への批判もあった。特に2015年の夏（第97回選手権大会）頃から批判が相次ぐようになったことを受けて、翌2016年の春（第88回選抜大会）よりバックネット裏のテレビ・インターネット中継で映る最前列エリアの座席が近畿広域圏の少年野球チームを対象とした無料招待席「ドリームシート」に転換された（対象エリアの座席にはカバーが掛けられている）ことで、いわゆる「8号門クラブ」のメンバーらはバックネット裏の最前列からは締め出された。
ただ、球場に出入り禁止とされたわけではないため、その「ドリームシート」設置後もメンバーらは、三塁側方向のバックスクリーン設置の中継カメラには映らないエリアの最前列で継続して観戦していた。
なお、バックネット裏の中央特別自由席（プロ野球開催時では『グリーンシート』とされる部分）については、2018年の夏（第100回選手権記念大会）から夏の大会のみ全日全席前売り指定席とされた（春の選抜では従来通り全席自由席）ため、同大会では従来通り自由席である一塁側ベンチ真上（アイビーシートに該当する箇所）の最前列にて観戦していた。
現在は、春、夏ともに全日が前売り発売となり、かつ外野席も含めて全席指定席となったことから、球場前での席取りを目的とした徹夜・野宿する者はいなくなった。